# شهرستان مشلان
شهرستان مشلان (به فرانسوی: Mechelen) در استان آنتوئر  در منطقه فلاندری در کشور بلژیک واقع شده‌است.